# Apolda
Apolda é uma cidade da Alemanha localizada no distrito de Weimarer Land, estado da Turíngia.